# Gardens & Villa
Gardens & Villa er et indiepopband fra Santa Barbara, USA bestående af Chris Lynch (guitar, sang), Levi Hayden (trommer), Adam Rasmussen (klaver, synthesizer, sang), Shane McKillop (bas, sang) og Dustin Ineman (percussion, synthesizer, keyboard).
| Musikgruppe | Spire Denne artikel om en amerikansk musikgruppe er en spire som bør udbygges. Du er velkommen til at hjælpe Wikipedia ved at udvide den. |